# Rodman M. Price
Rodman M. Price, född 5 mars 1816 i Newton, New Jersey, död 7 juni 1894 i Oakland, New Jersey, var en amerikansk demokratisk politiker. Han representerade delstaten New Jerseys femte distrikt i USA:s representanthus 1851-1853. Han var guvernör i New Jersey 1854-1857.
Price studerade vid College of New Jersey (numera Princeton University) utan att utexamineras. Han deltog i Mexikanska kriget i USA:s flotta. Han deltog i Kaliforniens konstitutionskonvent 1849. Han lyckades inte bli invald i USA:s kongress från Kalifornien och flyttade sedan tillbaka till New Jersey. Han efterträdde 1851 James G. King som kongressledamot. Han kandiderade till omval i kongressvalet 1852 men förlorade mot whigpartiets kandidat Alexander C.M. Pennington.
Price vann guvernörsvalet i New Jersey 1853 och efterträdde sin partikamrat George F. Fort som guvernör i New Jersey i början av 1854. Det offentliga skolsystemet i New Jersey byggdes upp under hans tid som guvernör. Price etablerade färjeförbindelsen mellan Weehawken och New York.
Price var presbyterian. Hans grav finns på Mahwah Cemetery i Bergen County.